# Denis Tesson
 (juin 2025).
Denis Tesson est un homme politique français né le 21 avril 1741 à Monthuchon (Manche) et décédé le 9 février 1801 au même lieu.
Membre du directoire du département, il est député de la Manche de 1791 à 1792.

## Sources
- « Denis Tesson », dans Adolphe Robert et Gaston Cougny, Dictionnaire des parlementaires français, Edgar Bourloton, 1889-1891 [détail de l’édition]